# Rubus argutus
Rubus argutus är en rosväxtart som beskrevs av Heinrich Friedrich Link. Rubus argutus ingår i släktet rubusar, och familjen rosväxter.

## Underarter
Arten delas in i följande underarter:
- R. a. scissus
- R. a. floridus

## Bildgalleri

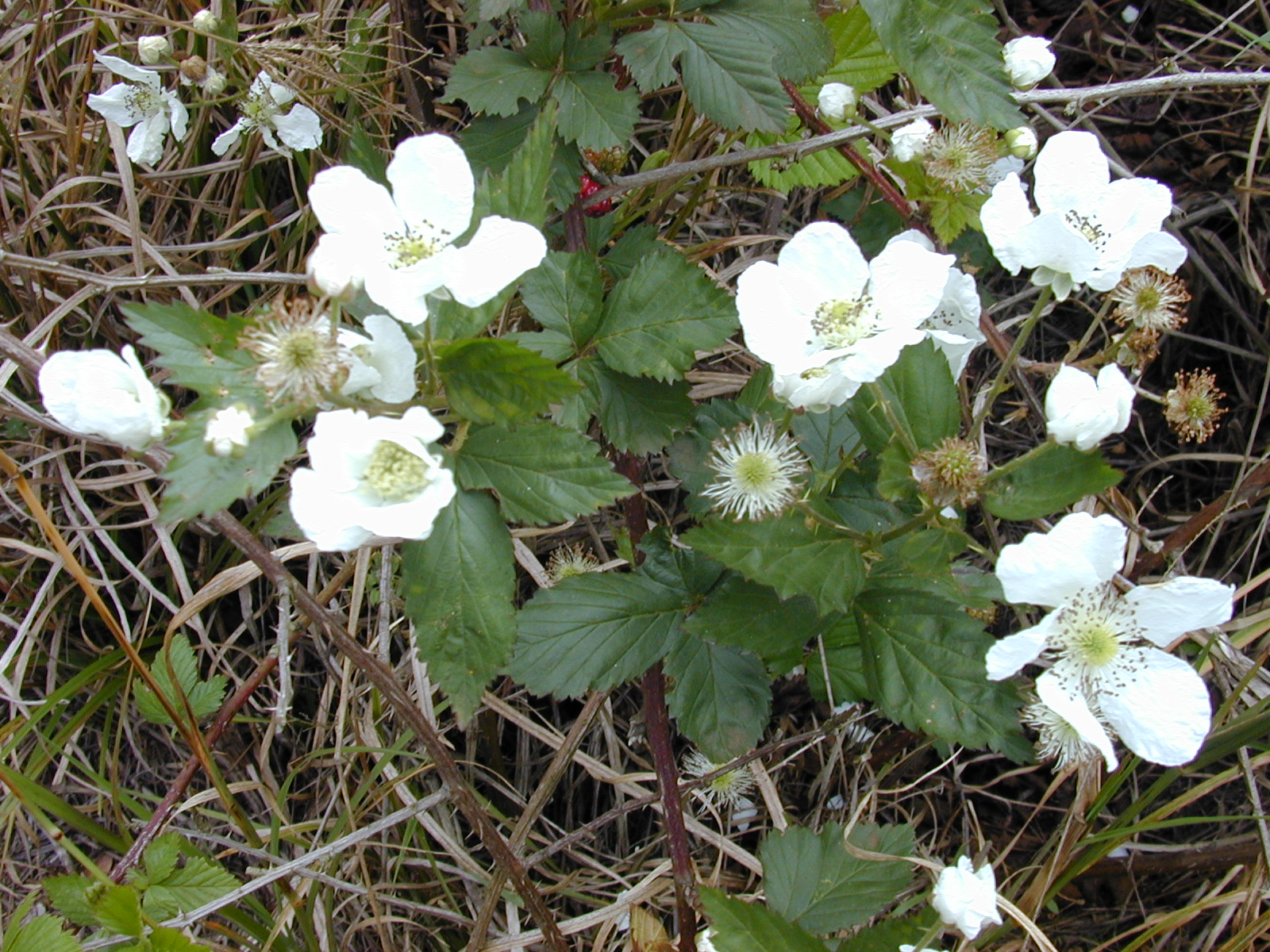
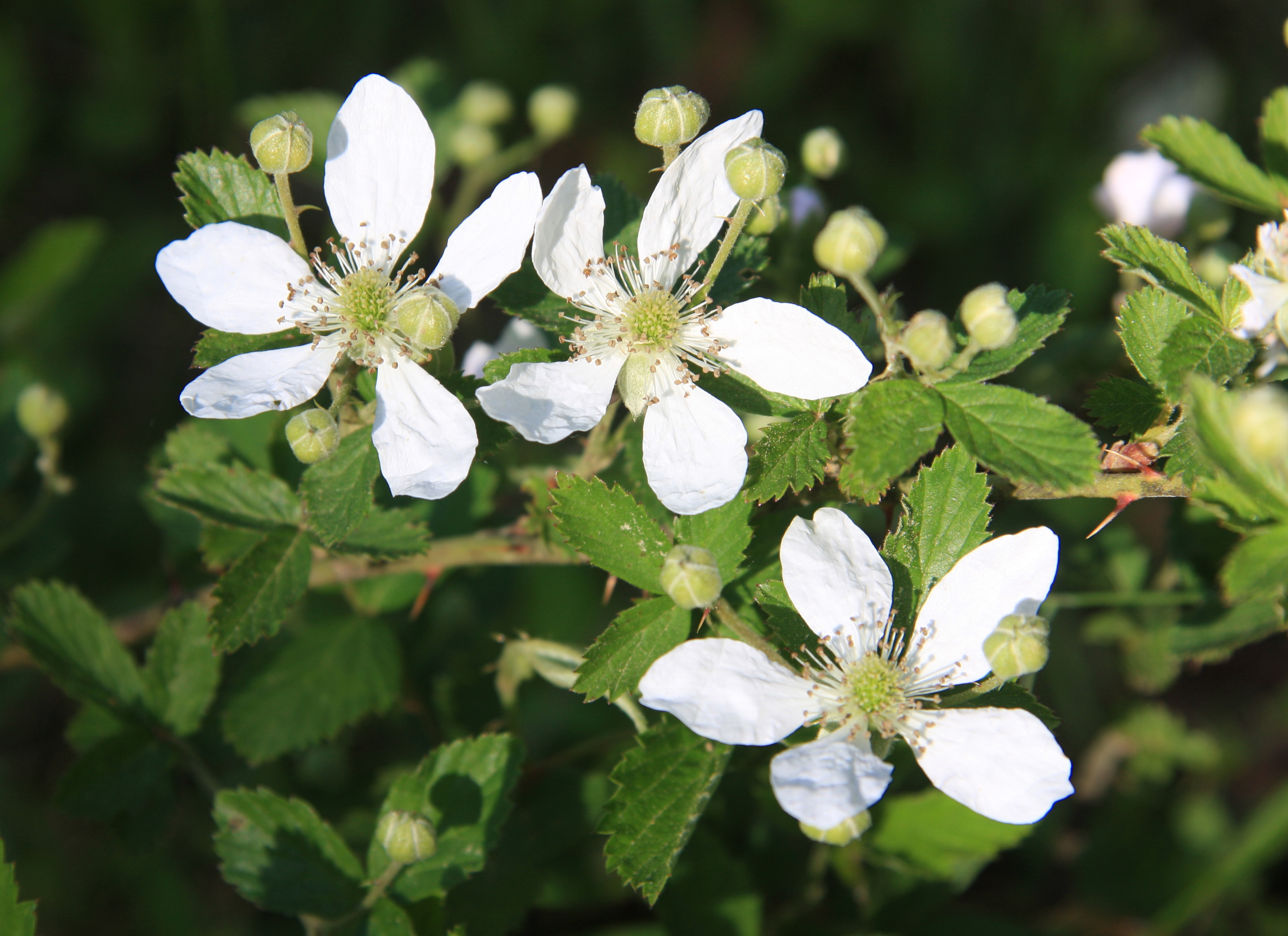
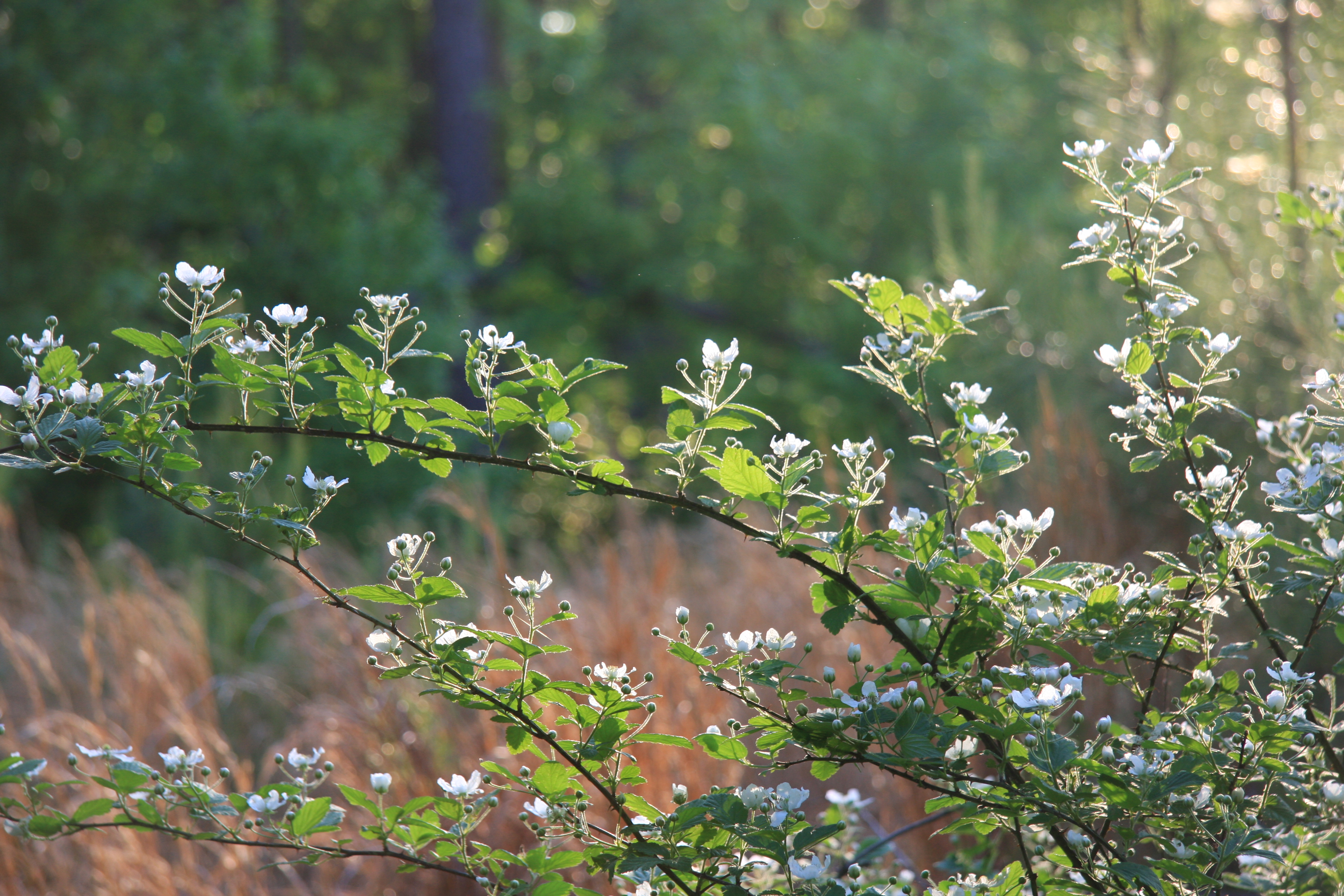
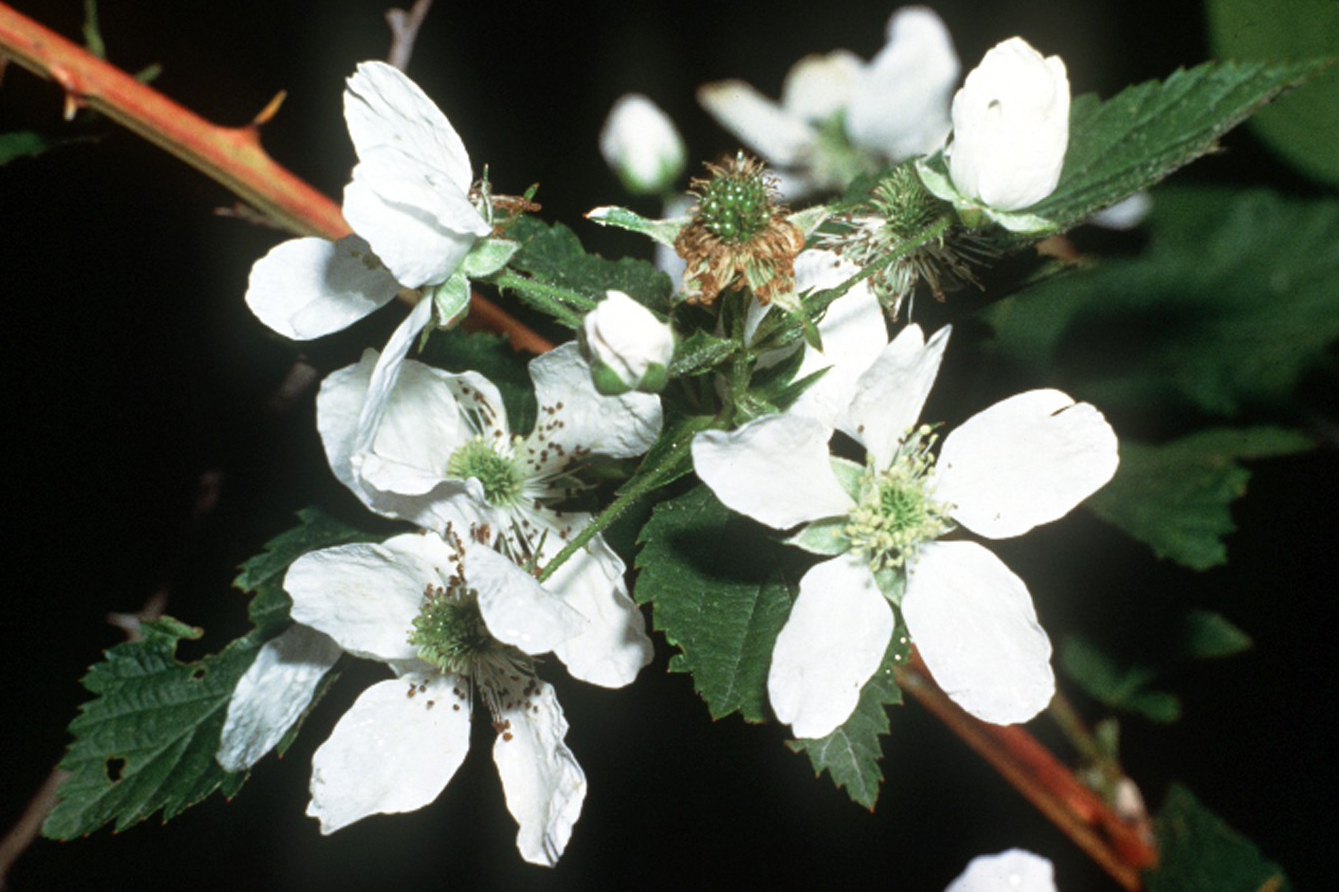
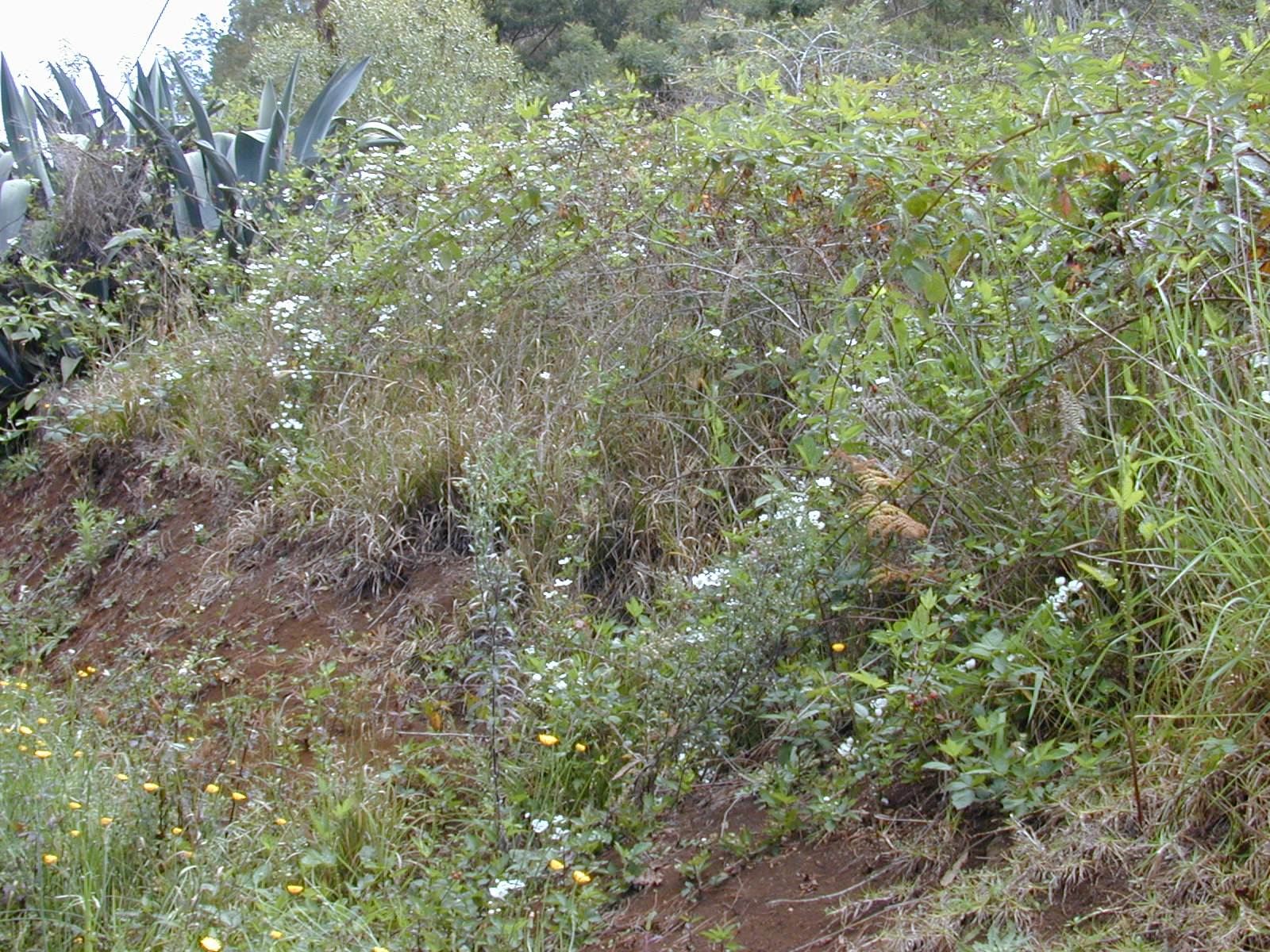
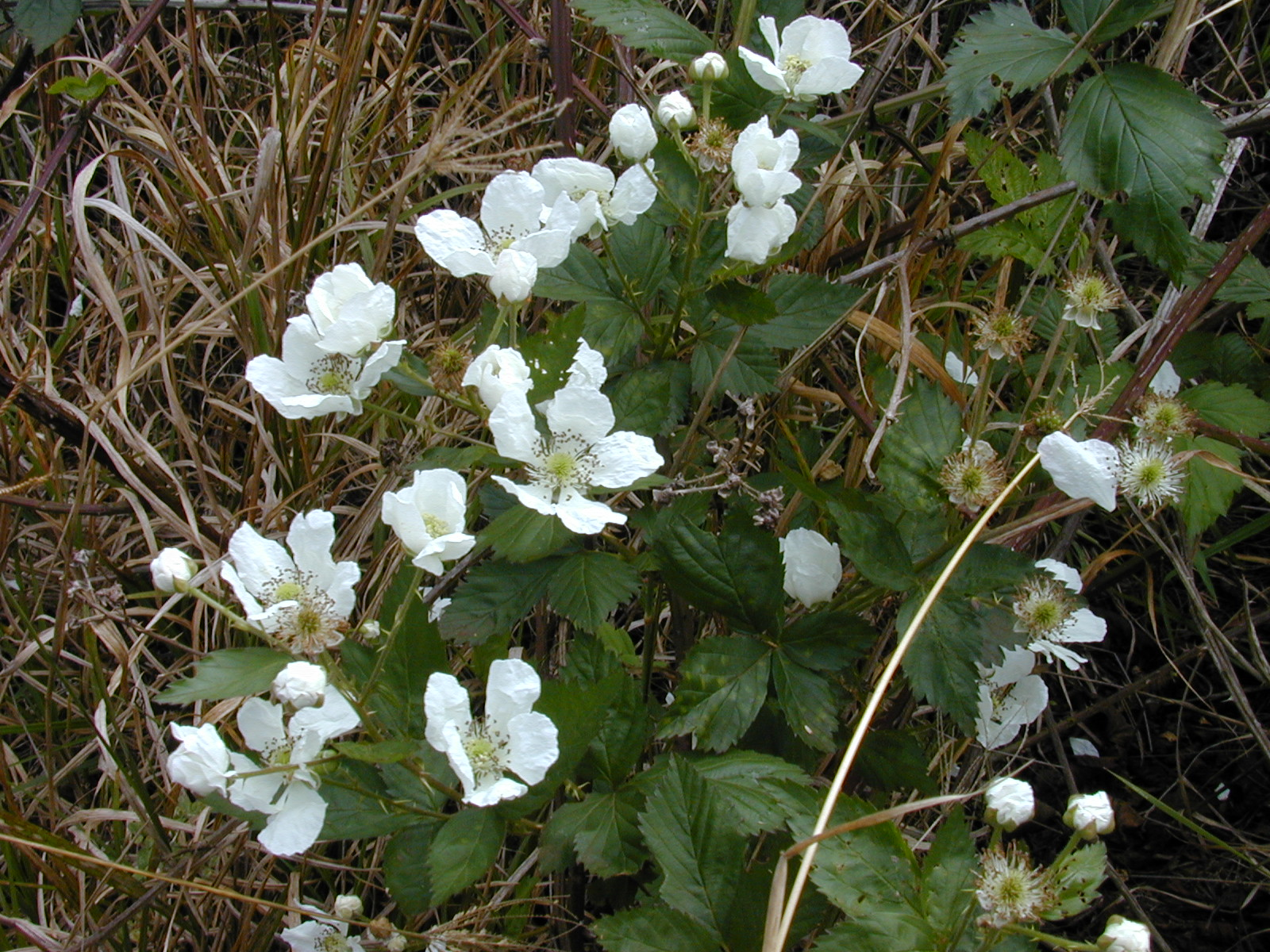